# 岡本基
岡本 基（おかもと もとい）は、日本のゲームクリエイター、プロデューサー、プログラマー、シナリオライター。
元エンタースフィア代表。現サイレントヒルシリーズ総括プロデューサー。

## 略歴
1999年に任天堂に入社。『ルイージマンション』のライブラリサポートを担当する。その後、『ピクミン』シリーズのシナリオを手掛け、『ゼルダの伝説 風のタクト』『スーパーマリオサンシャイン』など携わる。『はじめてのWii』ではディレクターを務めた。
2008年に任天堂を退社。自身のスタジオであるエンタースフィアを設立。ソーシャルゲームを中心に手掛けつつ、PlayStation Vita用ソフト『地獄の軍団』を開発する。
その後はDMM GAMESを経て2019年にコナミデジタルエンタテインメントに入社。『サイレントヒル』シリーズの総括プロデューサーに就任し、同シリーズの復活を目指す。

## 作品
- ルイージマンション：ライブラリサポート
- ピクミン：プランナー、シナリオ
- スーパーマリオサンシャイン：ライブラリプログラマー
- ゼルダの伝説 風のタクト：ライブラリプログラマー
- ピクミン2：プランナー、シナリオ
- スーパーマリオ64DS：ミニゲームディレクター、シナリオ
- New スーパーマリオブラザーズ：ミニゲームディレクター
- はじめてのWii：ディレクター
- Wii Fit：トレーニングディレクター
- カードファイト!!　ヴァンガード モバイル：プロデューサー、ディレクター
- ヱヴァンゲリヲン～めぐりあう絆～：プロデューサー、ディレクター
- 地獄の軍団：ゲームデザイン、ディレクター
- 煉獄のクルセイド：プロデューサー、ディレクター
- 聖戦！ドラゴンオーブ：プロデューサー、ディレクター
- サイレントヒル アセンション：ディレクター、プロデューサー、シナリオ
- サイレントヒル: ザ ショートメッセージ：プロデューサー、シナリオ
- サイレントヒル2（リメイク）：プロデューサー
- サイレントヒルf：プロデューサー